# بيل ماكي
بيل ماكي (بالإنجليزية: Bill Mackey) هو سائق فورمولا 1 ومهندس أمريكي، ولد في 15 ديسمبر 1927 في دايتون في الولايات المتحدة، وتوفي في 29 يوليو 1951 في وينشستر في الولايات المتحدة.